# 群馬県の市町村歌一覧
群馬県の市町村歌一覧（ぐんまけんのしちょうそんかいちらん）は、日本の群馬県に属する市町村で制定されている、もしくは過去に制定されていた市町村歌などの自治体歌やそれに準じた楽曲の一覧である。なお、一覧の順序は全国地方公共団体コード順による。

## 概説
群馬県で平成の大合併以前の1990年代当時に存在していた11市は全て市歌を制定していたが、平成の大合併で編入合併でなく新設合併方式を採った市では伊勢崎市、富岡市、安中市など旧市時代の市歌が失効したまま後継の市歌が制定されない状態の自治体が多い。町村部では町民・村民音頭のみを作成している自治体が多いが、嬬恋村のようにご当地ソングとして有名になった自治体歌も見られる。
現行の3代目「群馬県の歌」を手掛けた服部良一が作曲したものが多いことや、表題を県民歌と同様に「（自治体名）の歌」とするものが多く他の都道府県に多い「○○市民の歌」のような表題が見られないことも特徴である。

## 市部
前橋市
- 交声曲 赤城嶺に[1] - 1982年（昭和57年）11月1日制定

作詞：和田利男 作曲：川崎祥悦
高崎市
- 高崎市歌[2] - 1961年（昭和36年）制定

作詞：黒崎親厚 補作詞：岡田刀水士 作曲：塚田佳男 補作曲・編曲：浜欽哉、阿部延
桐生市
- 桐生市歌[3] - 1950年（昭和25年）5月8日制定

作詞・作曲：桐生市歌制定委員会選定 編曲：長谷川良夫
市制30周年記念。
伊勢崎市
- 歩いてみたい - 1990年（平成2年）制定

作詞：石田幸江 補作：市民の歌選定委員会 作曲：小林聡 編曲：樫原伸彦
新設合併前の（旧）伊勢崎市の市制50周年記念歌で、1940年（昭和15年）制定の初代市歌が全く演奏されなくなっていたため実質2代目の市歌として扱われていた。伊勢崎市・赤堀町・東村・境町合併協議会において、新設合併後の市歌については「新市において策定する」との申し合わせが行われたことにより失効したものとして扱われているが、新市歌の制定が実現していないため市の行事では「歩いてみたい」が「旧伊勢崎市民の歌」の通称で引き続き演奏される場合がある。
太田市
- 太田市の歌[6]

作詞：古舘多加志 作曲：團伊玖磨
新設合併に際して（旧）太田市が1983年（昭和58年）に制定した「太田市の歌」（作詞：井田誠一）の旋律を継承し、歌詞を一新した。同様の方式を採った事例には静岡県島田市の「島田市歌」がある。
沼田市
- 沼田の歌 - 1956年（昭和31年）発表

作詞：西沢爽 作曲：平井康三郎
元はNHKラジオの番組企画の一環として作成された楽曲で非公式の市民愛唱歌とされていたが、後年に作詞者が市へ著作権を譲渡して正式な市歌となった。沼田公園に歌碑がある。
館林市
- 館林市歌[8] - 1956年（昭和31年）2月29日制定

作詞：土岐善麿 作曲：信時潔
渋川市
- 力合わせて[9] - 2008年（平成20年）2月24日制定

作詞：新井みつを 作曲：金井三郎
新設合併記念。2代目（新設合併後の渋川市としては初代）の市歌である。
藤岡市
- 藤岡市歌[10] - 1982年（昭和57年）7月28日制定

作詞：根岸三郎 補作：中田浩一郎 作曲：中田喜直
富岡市
- 富岡市歌 - 1964年（昭和39年）10月制定[11]

作詞：鈴木比呂志 作曲：服部良一
新設合併前の（旧）富岡市の市歌である。富岡市・妙義町合併協議会で「新市において新たに定める」との申し合わせが行われたため失効したものとして扱われているが、新市歌の制定は実現していない。
安中市
- 安中市歌 - 1969年（昭和44年）制定

作詞：定形大四郎 作曲：服部良一
新設合併前の（旧）安中市の市歌である。安中市・松井田町合併協議会で「新市において制定の必要性を含め調整するものとする」との申し合わせが行われたため失効したものとして扱われているが、新市歌の制定は実現していない。
みどり市
- みどり市の歌[13] - 2011年（平成23年）3月27日制定

作詞：佐藤清人 補作：みどり市の歌歌詞選考委員会 作曲：西田直嗣

## 町村部
北群馬郡榛東村
- 榛東小唄

作詞：鈴木比呂志 作曲：双葉あきら
北群馬郡吉岡町
- 吉岡のうた

作詞：鈴木比呂志 作曲：江口浩司
多野郡上野村
- あいうえ上野村

作詞・作曲：yumi
村イメージソング。
多野郡神流町
- （未制定）

万場町・中里村合併協議会では、町歌の制定に関する取り決めは特に実施されなかった。
甘楽郡下仁田町
- （不明）

2013年（平成25年）に町の後援で「地域活性化応援ソング」として「逢いたくて下仁田」が発表されている。
甘楽郡南牧村
- 南牧村の歌 - 1972年（昭和47年）制定

甘楽郡甘楽町
- 甘楽町音頭 - 1969年（昭和44年）発表[15]

作詞：黒澤常五郎 作曲：松井八郎
作詞者は後に町長となっている。
吾妻郡中之条町
- なかのじょうのうた[16] - 2011年（平成23年）制定

作詞・作曲：割田康彦
吾妻郡長野原町
- 長野原町の歌[17] - 1979年（昭和54年）11月3日制定

作詞：長野原町の歌制定委員会 作曲：藤山一郎 編曲：坂下滉
町制90周年記念。
吾妻郡嬬恋村
- 嬬恋村の歌 - 1951年（昭和26年）制定

作詞：赤石幸吉 作曲：小林秀雄
嬬恋村観光協会の主導で選定され、1972年（昭和47年）に発売された大川栄策と青山和子の歌唱によるカバー以降はご当地ソングとしても認識されるようになった。
吾妻郡草津町
- （不明）

「正調草津節」「草津湯もみ唄」などご当地ソングが多数存在する。
吾妻郡高山村
- 上州たかやま音頭

吾妻郡東吾妻町
- （未制定）

吾妻町・東村合併協議会では、町歌の制定に関する取り決めは特に実施されなかった。
利根郡片品村
- 片品音頭

利根郡川場村
- 川場村歌

作詞：江間章子 作曲：中田喜直
- 想い出は果てしなく - 2013年（平成25年）発表

作詞：元宿仁 作曲：諏訪利行
村イメージソング。
利根郡昭和村
- （不明）

利根郡みなかみ町
- ふる里「みなかみ」[18] - 2009年（平成21年）発表

作詞：小野塚かつ江 作曲・編曲：若草恵
町イメージソング。
佐波郡玉村町
- 玉村音頭

町民音頭。
- サンバ玉村

創作民謡。
邑楽郡板倉町
- 板倉小唄 - 1960年（昭和35年）2月1日制定[19]

町制5周年を記念して町民音頭「板倉音頭」と共に制定された。
邑楽郡明和町
- 明和音頭

邑楽郡千代田町
- 千代田わが町[20] - 982年（年）3月20日制定

作詞：鈴木比呂志 作曲：服部良一
邑楽郡大泉町
- 大泉町の歌[21] - 1987年（昭和62年）5月19日制定

作詞：鈴木比呂志 作曲：團伊玖磨
邑楽郡邑楽町
- 邑楽町町歌[22] - 1975年（昭和50年）5月制定

作詞：酒井良之介 作曲：美山幸成

## 廃止された市町村歌
伊勢崎市
- 伊勢崎市歌 - 1940年（昭和15年）11月10日制定

作詞：下村杜史 作曲：陸軍戸山学校軍楽隊
初代（新設合併前の伊勢崎市）の市歌である。朝日新聞社の後援で市制施行および皇紀2600年記念楽曲として制定された。
渋川市
- 渋川市の歌 - 1976年（昭和51年）3月27日制定[23]

作詞：山田博史 補作：渋川市の歌選考委員会 作曲：服部良一
碓氷郡松井田町
- 松井田町歌 - 1954年（昭和15年）10月1日制定[24]

作詞：清水正之 作曲：中根秀士
合併30周年を記念した町民憲章等起草部会による制定提議を受けて歌詞を公募、作曲を依頼して制定。